# Peroz I Kushanshah
Peroz I Kushanshah var kushanshah (regent) i det kushano-sasanianska riket från år 245 till år 275. Han efterträdde Ardashir I Kushanshah. Peroz I Kushanshah var en energisk härskare som präglade mynt i Balkh, Herat och Gandhara. Under hans styre utökade kushano-sasanianerna sina domäner i väst och tvingade dynastin Kushan till Mathura i norra Indien. Peroz I Kushanshah efterträddes av Hormizd I Kushanshah år 275.